# Grånackad lövtimalia
Grånackad lövtimalia (Illadopsis cleaveri) är en afrikansk fågel i familjen marktimalior inom ordningen tättingar.

## Utseende och läten
Grånackad lövtimalia är en 15–16 centimeter lång brun och grå fågel. Den är den mest karakteristiska av lövtimaliorna med svart hjässa som kontrasterar mot ett brett, ljusgrått ögonbrynsstreck och mörkt ögonstreck. Flankerna är rostbruna. Den kan förväxlas med brunbröstad snårskvätta (Chamaetylas poliocephala), men har bredare och längre ögonbrynsstreck som sträcker sig bak i nacken, mörkgrå istället för bruna örontäckare och kontrasterande ljusgrått (ej brunt) mustaschstreck. Strupen är även ljus och ovansidan mer olivbrun än varmbrun. Sången består av en till tre sorgsamma visslingar som stiger i både tonhöjd och volym, ofta inlett med några få "chip".

## Utbredning och systematik
Grånackad lövtimalia delas in i fem underarter i tre grupper med följande utbredning:
- Illadopsis cleaveri poensis – ön Bioko i Guineabukten
- cleavei-gruppen
  - Illadopsis cleaveri johnsoni – Sierra Leone och Liberia, eventuellt Elfenbenskusten
  - Illadopsis cleaveri cleaveri – Ghana
- batesi-gruppen
  - Illadopsis cleaveri marchanti – södra Nigeria
  - Illadopsis cleaveri batesi – sydöstra Nigeria, Centralafrikanska Republiken och Kongo-Brazzaville

Fågeln är närmast släkt med fjällbröstad lövtimalia.

## Levnadssätt
Grånackad lövtimalia hittas i undervegetation i skog, där den uppträder i par på eller nära marken. Den lever av ryggradslösa djur som termiter, små skalbaggar, tusenfotingar, syrsor och spindlar. Fågeln häckar mellan maj och november i Liberia och Nigeria, januari–februari i Elfenbenskusten, året runt i Kamerun och januari–mars samt i november i Gabon. Arten är stannfågel.

## Status och hot
Arten har ett stort utbredningsområde och en stor population, men tros minska i antal till följd av habitatförlust och fragmentering, dock inte tillräckligt kraftigt för att den ska betraktas som hotad. Internationella naturvårdsunionen IUCN kategoriserar därför arten som livskraftig (LC). Världspopulationen har inte uppskattats men den beskrivs som ovanlig till vanlig.

## Namn
Fågelns vetenskapliga artnamn hedrar en Mr Cleaver, samlare av specimen på dåvarande Guldkusten, nuvarande Ghana.